# Irena Dubiska
Irena Stanisława Aniela Dubiska (Inowrocław (Voivodat de Cuiàvia i Pomerània), 26 de setembre, 1899, - Varsòvia, 1 de juny, 1989), va ser una violinista i professora polonesa.

## Biografia
Va néixer a la família d'Edward i Władysława, de soltera Jewasińska. Era germana de Ludomira Grabianowska i Aleksander (mort el 1939). Als 5 anys, va començar a aprendre a tocar el violí amb Oskar Anderlik. Després va estudiar al Conservatori de Música Julius Stern de Berlín sota la supervisió de Laura Helbling-Lafont (1905–1908) i Max Grünberg (1918–1912), on es va graduar amb una medalla d'or. Va completar els seus estudis suplementaris entre els anys 1917 i 1919 sota la supervisió de Bronisław Huberman. Després de 1920, va rebre consultes del destacat violinista i professor Carl Flesch. Va debutar el 1908 a Wittenberg, i el 1919 ho va fer a Varsòvia en un concert dirigit per Emil Młynarski. Entre els anys 1919 i 1939 va tocar a l'estranger, principalment a Europa, inclòs durant el plebiscit per als treballadors de l'Alta Silèsia. El 1930 va fundar el Quartet Polonès (actiu fins al 1939), en el qual va tocar amb Wanda Wiłkomirska, Kazimierz Wiłkomirski i Mieczysław Szaleski.
Durant l'ocupació, va actuar a Varsòvia als cafès musicals de Bolesław Woytowicz i Lardelli i en concerts secrets. El 1943, durant un concert clandestí a Varsòvia, va interpretar, juntament amb Eugenia Umińska, la Suite per a dos violins composta el mateix any per Grażyna Bacewicz. Va participar en la Insurrecció de Varsòvia com a voluntària en treballs auxiliars i també va tocar per a soldats ferits. Després de la caiguda de la Revolta, va anar a Cracòvia, on es va allotjar amb Władysława Markiewiczówna.
Va ser la primera intèrpret de peces per a violí de K. Szymanowski, amb qui va oferir concerts a Polònia i a l'estranger.
Des del 1913 va ser professora, des del 1919 va ser professora al conservatori i després a l'Escola Superior Estatal de Música de Varsòvia. Des del 1946 va impartir classes a l'Escola Superior Estatal de Música de Łódź. Va educar molts estudiants destacats, com ara Piotr Janowski, Wanda Wiłkomirska i Stefan Rachoń. Va ser jurat en concursos de violí, com ara el Concurs Internacional de Violí Henryk Wieniawski a Poznań, el Concurs Internacional per a Joves Violinistes a Lublin, així com concursos a Ginebra, Leipzig i Bucarest.
El gener de 1976 va signar una carta de protesta a la Comissió Extraordinària del Sejm de la República Popular Polonesa contra els canvis a la Constitució de la República Popular Polonesa.
Va morir l'1 de juny de 1989 a Varsòvia com a conseqüència del xoc després d'un brutal atac al seu apartament. Enterrada al cementiri militar de Powązki (secció B17-7-2).

## Comandes i condecoracions
- Orde de la Bandera del Treball, 1a classe (1959)[8]
- Creu de Comandant amb Estrella de l'Orde Polònia Restituta[9]
- Orde de la Bandera del Treball, 2a classe (22 de juliol de 1949)[10]
- Creu de Cavaller de l'Orde de Polonia Restituta (1956)[8]
- Creu d'Or al Mèrit (1931)[8]
- Medalla del 10è Aniversari de la República Popular de Polònia (19 de gener de 1955)[11]
- Insígnia del títol honorífic "Mereït per la Cultura Nacional" (1986)[12]
- Insígnia d'Or de la SPAM (1972)[8]

## Premis i distincions[8]
- Premi Estatal, 2n grau per tota l'activitat artística i pedagògica (1955)[13]
- Premi del Ministre de Cultura i Art (1964)
- Diploma Honorífic de la Fundació E. Ysaÿe (1967)
- Premi del Ministre de Cultura i Art, 1r grau (1969)[14]
- Títol de Ciutadà Honorari de Poznań